# Badgam (huyện)
Huyện Badgam là một huyện thuộc bang Jammu và Kashmir, Ấn Độ. Thủ phủ huyện Badgam đóng ở Badgam. Huyện Badgam có diện tích 1371 ki lô mét vuông. Đến thời điểm năm 2001, huyện Badgam có dân số 593768 người.